# Thomas Ferrero de la Marmora
Thomas (Tommaso) Ferrero de la Marmora est un noble piémontais né en 1768 et mort en 1832. Il a consacré sa vie au service du royaume de Sardaigne.

## Biographie
Né le 11 janvier 1768 à Turin, Thomas est le dixième des onze enfants d'Ignace La Marmora et de Christine San Martino d’Agliè et de San Germano. La maison della Marmora est une famille aristocratique dont les titres remontent sur une très longue lignée. À dix-neuf ans, ayant reçu très tôt une éducation militaire, il est capitaine du corps des dragons de la reine.
En 1799, sur le conseil de son frère Celestino, il devient l'écuyer personnel de la reine Clotilde de France et la suit dans l'exil de la cour à Poggio Imperiale ; à la mort de celle-ci, en 1802, il reste au service du roi Charles-Emmanuel IV, et le suit même lorsque, ayant abdiqué, le souverain se retire dans un monastère jésuite où il meurt en 1819.
Cet exil volontaire de Thomas durant toute la période de l'invasion napoléonienne n'est pas oublié par les souverains de Sardaigne, qui mettent la famille della Marmora (en l'occurrence les nombreux neveux et nièces de Thomas) à l'honneur dès le congrès de Vienne. La fidélité du marquis à la maison de Sardaigne est également récompensée par de multiples décorations : Thomas est ainsi nommé grande croix de l'Ordre des Saints-Maurice-et-Lazare, chevalier de l'Ordre de Léopold, décoré de l'Ordre de Sainte-Anne, fait chevalier de l'Ordre de l'Annonciade.
Charles-Félix de Savoie, qui règne sur la Sardaigne entre 1821 et 1831, accorde une grande confiance à Thomas ; c'est lui qu'il charge de la tâche d'acheter pour son compte les ruines de l'Abbaye d'Hautecombe, qui appartiennent alors à M. Landoz, qui a acheté l'édifice au cours de la Révolution et de l'Empire. L'achat est effectué le 28 août 1824 pour une somme de 80 000 livres ; à la suite de cet achat, CHarles-Félix fait venir sur place un architecte et capitaine du génie, Ernesto Melano, qui organise la reconstruction de l'abbaye.